# Suak Jampak
Suak Jampak is een bestuurslaag in het regentschap Subulussalam van de provincie Atjeh, Indonesië. Suak Jampak telt 261 inwoners (volkstelling 2010).